# Aepyceros
Aepyceros es un género de mamíferos artiodáctilos de la familia Bovidae. Su nombre científico deriva del griego aipos: alto y keras: cuerno.
Tradicionalmente se consideraba una sola especie, el impala (Aepyceros melampus), pero con posterioridad se considera también una segunda especie de impala, el impala de cara negra (Aepyceros petersi), tratada como subespecie por otros autores. Se ha encontrado una especie extinta, Aepyceros datoadeni, en la formación Hadar, que data del período Plioceno, en Etiopía.